# 南京光復站
南京光復站，工程代碼G20，位於中華民國臺北市松山區，曾是臺北捷運松山線規劃中的捷運車站。因與工程代碼G19站與工程代碼G21站站距過近，臺北市政府捷運工程局廢止本站，並東移G19站與西移G21站，也就是今日台北小巨蛋站與南京三民站。

## 車站概要
車站原計劃設於光復北路及南京東路路口。車站位置於現今台北小巨蛋站與南京三民站間。

## 車站歷史
1977年，在行政院與交通部指示下，運委會著手規劃台北市捷運路網，建議應於本車站位置設站。
1983年，英國大眾捷運顧問工程司（BMTC）版本的建議路網中延續運委會之建議，規劃於此設站。
1985年，臺北捷運顧問工程司（TTC）版本的規劃路網延伸自BMTC版本，並也規劃設置此站。
隨後在臺北市政府捷運工程局的二期路網正式規劃中，與南港線車站綜合評估後，松山線位置調整，降低車站服務重疊範圍並取消本站設置。

## 車站週邊
- YouBike南京光復路口
- 長壽公園
- 寧安公園